# Gymnopyge hopliaeformis
Gymnopyge hopliaeformis is een keversoort uit de familie bladsprietkevers (Scarabaeidae). De wetenschappelijke naam van de soort is voor het eerst geldig gepubliceerd in 1895 door Linell.